# Кореняко, Александр Степанович
Александр Степанович Кореняко (14.12.1892, село (ныне город) Семёновка Черниговской области - после 1971) —  механик, кандидат технических наук, профессор КПИ, специалист в области теории механизмов и машин.

## Биография
Окончил Киевский политехнический институт (1915). Кандидат технических наук (1947).
- 1930-32 - заведующий кафедрой прикладной механики Запорожского машиностроительного института.
- 1932-41 - профессор и заведующий кафедрой деталей машин Киевского института механизации и электрификации.
- 1943-47 - заведующий кафедрой теории механизмов и машин КПИ.
- с 1943  - заведующий кафедрой, (с 1947 - декан) торфомеханического факультета Киевского гидромелиоративного института.
- 1950-71 - заведующий кафедрой механики и теории механизмов Киевского технологического института легкой промышленности.

## Основные достижения
Соавтор первого на Украине учебника по ТММ (К., 1952; 1955; 1976) и первого в СССР учебного пособия к курсовому проектированию по этому предмету (К., 1954; Москва; К., 1956; Москва; К., 1960; Москва; Ленинград, 1964; издавался также на китайском и румынском языках).

## Основные публикации
- Курсовое проектирование по теории механизмов и машин : учебное пособие для студентов технических вузов / под ред. канд. техн. наук А. С. Кореняко. К.: Вища школа, 1970. - 329 с.
- Теорія механізмов і машин : навч. посібник / О. С. Кореняко. - К. : Вища школа, 1987. - 206 с.